# Transport léger guidé de Caen
Ne doit pas être confondu avec le nouveau tramway de Caen mis en service le 27 juillet 2019.
Pour l’article homonyme, voir Ancien tramway de Caen.
Le transport léger guidé de Caen, était un tramway sur pneu à guidage par un rail central, utilisant la technologie du TVR de Bombardier, et desservant la ville de Caen, préfecture du Calvados, en région Normandie, de 2002 à 2017.
Ce système de transport est techniquement constitué d'un tramway à trois caisses avec des pneus roulant en site propre et guidé par un rail de guidage central. L'alimentation est électrique, par pantographe et les lignes commerciales sont intégralement guidées. Il était intégré au réseau Twisto organisé par la communauté urbaine Caen la Mer et exploité par Keolis Caen. Une seule autre ville, Nancy, utilisait ce système.
Le service du TVR est définitivement arrêté le 31 décembre 2017 afin de permettre les travaux de transformation des voies pour le passage d'un tramway fer mis en service le 27 juillet 2019.

## Historique

### Une gestation difficile
Caen a abandonné son ancien réseau de tramway le 23 janvier 1937 et l'a remplacé par un réseau de bus.
La création d'un nouveau réseau de tramway a été envisagée à partir de 1988 par le Syndicat mixte des transports en commun de l’agglomération caennaise (SMTCAC), mais c'est finalement la technologie du Transport sur voie réservée qui est choisie et le projet est voté à l'unanimité le 27 novembre 1991,, compte tenu des économies escomptées par rapport à un tramway : le coût au kilomètre du TVR est estimé en 1997 à 50 à 70 millions de francs contre 120 à 140 millions de francs pour un tramway.
Le 24 juillet 1994, le SMTCAC choisit le groupement Bombardier-Spie Batignolles nommé "France TVR". Les élections municipales de 1995 mettent à mal le projet : le maire sortant Jean-Marie Girault affronte son rival socialiste Louis Mexandeau et promet entre les deux tours d'organiser un référendum sur le projet s'il l'emporte ; ce qui est fait le 16 juin 1996 avec 10 500 votants, soit à peine un quart des électeurs, dont la majorité votent « Non » avec 66 % des voix. Les communes limitrophes menacent de laisser la ville de Caen payer seule les indemnités financières en cas d'abandon du projet. Le conseil municipal de Caen, convaincu par les experts, est devenu favorable au projet le 3 février 1997,.
Le 17 juillet 1997, l'État donne son feu vert et accorde 235 millions de Francs de subventions. L'enquête publique, qui devait initialement débuter le 4 novembre, est retardée de quelques semaines. Elle s'achèvera le 20 février 1998. Dans les jours qui suivent, le collectif « Citoyens maintenant » dépose une requête devant le tribunal administratif, dénonçant une subvention du syndicat des transports, d'un montant de 2,5 millions de Francs, accordée le 16 décembre 1997 aux entreprises réalisant les travaux, jugée illégale et reposant sur un contrat jugé tout aussi illégal signé en 1994 avec ces mêmes entreprises, alors que les statuts du syndicat ne permettait pas de le faire et que, selon ce collectif, « ils ont été modifiés en catastrophe fin 1997 ».
Mais les commissaires enquêteurs transmettent au préfet un avis défavorable à la déclaration d’utilité publique (DUP) le 30 avril 1998, pointant notamment les aléas techniques induits à cette technologie alors unique en France et à l'inesthétisme des lignes aériennes de contact dans le centre historique. Cet avis provoque la démission du président du syndicat mixte et premier adjoint au maire de Caen, François Solignac-Lecomte en poste depuis 1974 et qui était à l'origine du projet,. Il est remplacé le 2 juin suivant par Thierry Marc, élu maire de Caen en 1995,.
Toutefois, le 15 juillet 1998, le syndicat mixte décide à l'unanimité de poursuivre la procédure, porté par son président qui souhaite un recours devant le Conseil d'État,,. Le préfet transmet alors le dossier au gouvernement, qui saisit le Conseil d'État pour obtenir un avis, qu'il rendra le 16 juillet 1999, avis qui est favorable et sans réserve au projet, qui peut être repris dans son intégralité,. Le syndicat mixte, devenu Viacités entre-temps, souhaite tenir compte d'une expérimentation menée à Marseille de ce qui deviendra par la suite l'alimentation par le sol, utilisée sur le tramway de Bordeaux. En août 1999, l'exploitation est confiée à la Compagnie des transports de l'agglomération caennaise ou CTAC (qui exploite le réseau du même nom qui deviendra Twisto en 2001) qui exploite déjà le réseau de bus et filiale de VIA-GTI (qui deviendra Keolis).
La déclaration d'utilité publique de ce nouveau réseau a été obtenue et validée par le décret du 3 août 1999.
Ces péripéties administratives ont retardé de plusieurs années le projet, qui aurait dû être inauguré initialement en 1998, ce qui ne l'a pas empêché d'être revu à la hausse avec un nombre de rames supérieur et une longueur de 15,7 km au lieu de 13 km initialement.
Le projet est réalisé sous la forme d'une concession à la Société du transport sur voie réservée (STVR), constituée par Bombardier (ex-ANF-Industrie) (32 %) et Spie Batignolles (68 %),.

### Une construction retardée

Schéma du galet de guidage sur son rail central.

Les travaux devaient débuter le 27 mars 2000 pour une durée estimée de 27 mois avec l'élargissement du pont Winston-Churchill à Caen, suivi dans l'ordre par celui du mur de soutènement à Hérouville-Saint-Clair, puis celui de la rue des Muets, suivis ensuite par la reconstruction des passerelles du stade de cette même commune, puis la réalisation de l'ouvrage de franchissement du périphérique pour la ligne A,. Les premiers travaux ne commencent que fin avril début mai avec des déviations de réseaux non soumises aux subventions de l'État, dont la notification n'arrive finalement que le 26 mai 2000, permettant le début réel des travaux avec trois mois de retards,. Le chantier est réalisé par zones de 600 m de long et de 8,50 m de large, afin de limiter les nuisances.
Le franchissement du périphérique pour la ligne B s'effectue par deux ponts existants, un par sens, et renforcés par collage de lamelles en carbone. Les travaux s'achèvent en avril 2002, laissant place à six mois d'essais.

### Mise en service
Prévue pour octobre 2002, la mise en service est retardée d'un mois. Le TVR est finalement inauguré le 15 novembre 2002, suivi de deux jours de festivités durant lesquels 200 000 voyageurs ont pu l'emprunter gratuitement et officiellement mis en service le 18 novembre,.
Sa réalisation a coûté 214 millions d'euros (alors qu'il était prévu à 172 millions d'euros en 1994).

### Une exploitation difficile

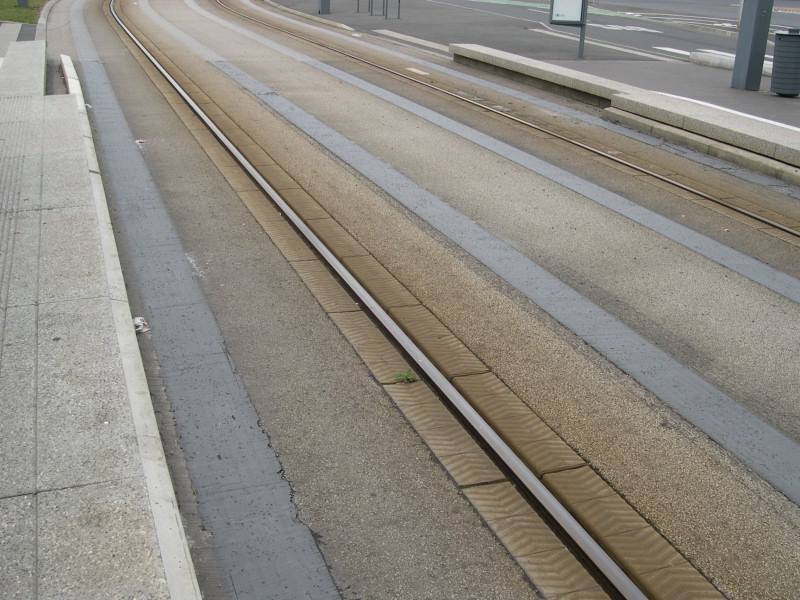
Plateforme du TVR

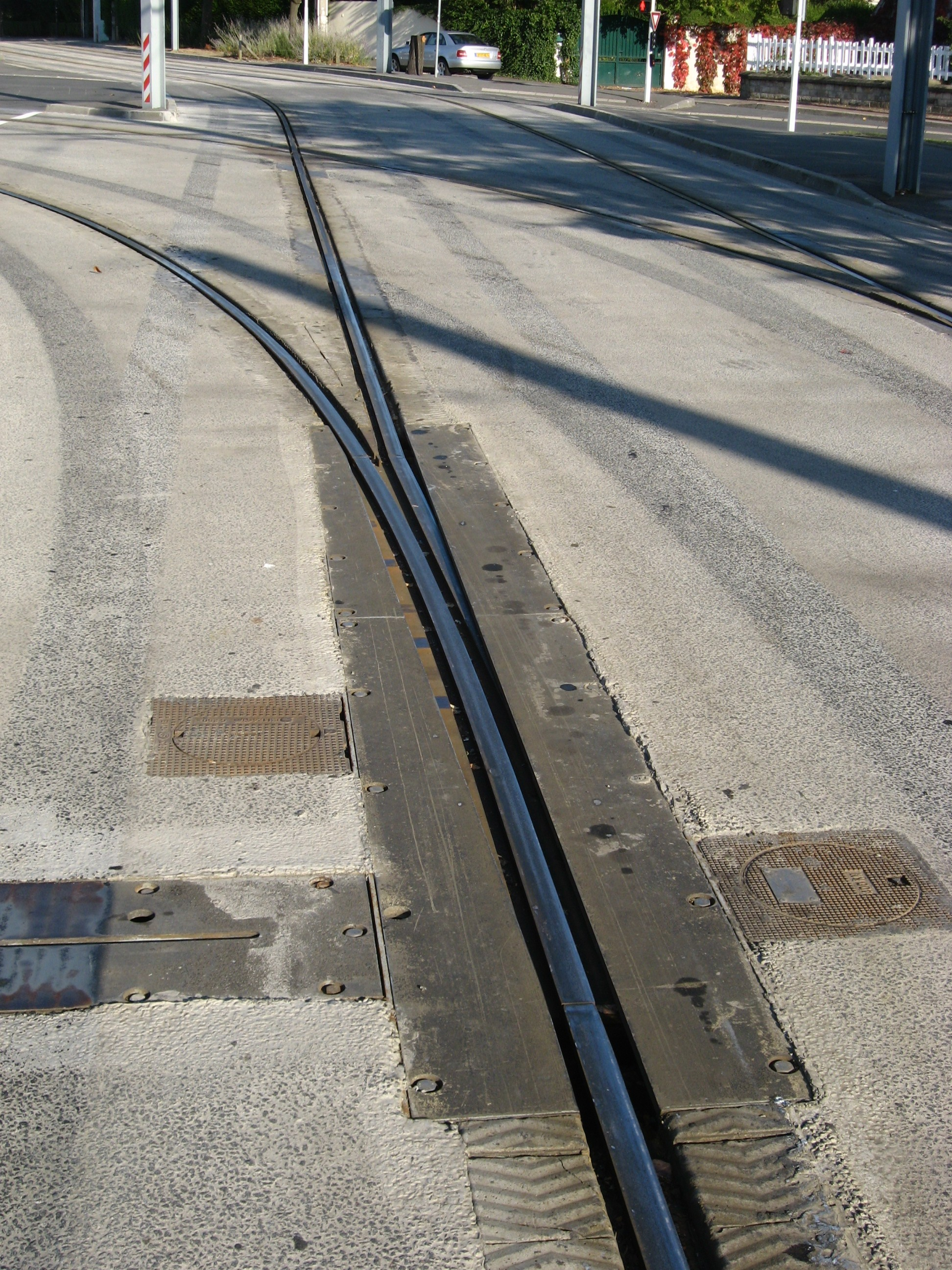
Aiguillage à la station Copernic.

Dès 2002, les problèmes se font sentir, sans toutefois aller jusqu'au déraillement comme à Nancy,, et la Fédération nationale des associations d’usagers des transports (FNAUT) ira jusqu'à demander l'arrêt de l'exploitation des deux réseaux de TVR de France, pointant « des défauts de conception fondamentaux, qu’il n’est pas possible de corriger par de simples adaptations ». Cette demande est faite quelques jours après l'explosion d'un pneu d'une rame en novembre 2002, soit quelques jours à peine après sa mise en service, et à la suite d'un rapport des Ponts et Chaussées, commandé par le secrétaire d'État aux transports Dominique Bussereau, et qui souligne la détérioration jugée alarmante des pneus arrière droit de l'ensemble des rames. Les incidents sont nombreux : portes refusant de se fermer, aiguillages bloqués voire déguidages, capteurs et alarmes défaillants ou encore le gel empêchant les rames de monter la rue du Gaillon.
Le manque de fiabilité du matériel fait que, dès septembre 2003, il était possible de ne voir que 14 à 16 rames en service sur les 24 rames que compte au total le réseau. Le préfet a en effet imposé une vérification quotidienne des rails et des pneus. Il faudra environ 18 mois pour obtenir une exploitation normalisée avec peu d'incidents.
Le 21 octobre 2004 a lieu l'accident le plus grave qu'ait connu le TVR avec le décès d'un enfant de 11 ans prénommé Nathan, percuté par une rame rue Roger-Bastion, axe jugé dangereux qui a été aménagé et sécurisé par la suite (vitesse limitée à 30 km/h, trottoirs élargis, barrières, interdiction de la plate-forme aux taxis, etc.),. L'enquête met hors de cause le conducteur, expérimenté, qui roulait à 31 km/h sur un axe alors limité à 50 km/h.
En août 2005 un voyageur est hospitalisé après une chute à la station Liberté au moment où le TVR redémarre, son bras se retrouvant bloqué entre la rame et le quai. Un autre accident mortel a eu lieu en octobre 2006, dû cette fois-ci au malaise d’un piéton. En avril 2007, une rame percute une voiture de police en intervention, envoyant à l'hôpital les trois policiers.
En 2008 le matériel n'est toujours pas fiabilisé : il arrive régulièrement que le galet de guidage casse, voire qu'une rame le perde, comme cela s'est produit cette année-là. La CGT ira jusqu'à envisager de déposer un droit de retrait pour les conducteurs face aux nombreuses pannes que connaît le matériel. En cas de fortes pluies, les rames ne peuvent accoster en station à plus de 10 km/h, sous peine d'arracher la jupe en fibre de carbone de la rame, qui est écartée par la pluie s'engouffrant au-dessous. En cas de tempête, il est arrivé qu'elle aille briser une vitre et, autre souci signalé, une usure prononcée des timons, les tiges qui relient les différentes caisses d'une rame ayant été signalée cette même année. Le système de jupes de l'essieu avant, censé se soulever pour permettre aux roues de tourner, est modifié à partir de janvier 2009 et consiste à supprimer la partie couvrant la roue et à rendre fixe le reste.
Entre 20 et 80 incidents sont recensés par mois et le coût de maintenance annuel est supérieur d'un million d'euros par rapport aux prévisions initiales. En juillet 2012 une rame perd son moteur, qui se détache et tombe sur la chaussée, chute causée par des vis cassées malgré un contrôle régulier et Viacités précise alors que l'incident « s’ajoute [...] à la longue liste de problèmes de pièces déjà rencontrés sur le TVR (les jupes cache-roues, les galets, les étriers, les timons, les pédales de tractions, les capteurs du rail, etc) ».
Le dernier accident grave recensé a eu lieu en janvier 2016, quand une rame percute un piéton place de la Résistance à Caen ; le piéton est hospitalisé.

### Remplacement par un tramway classique

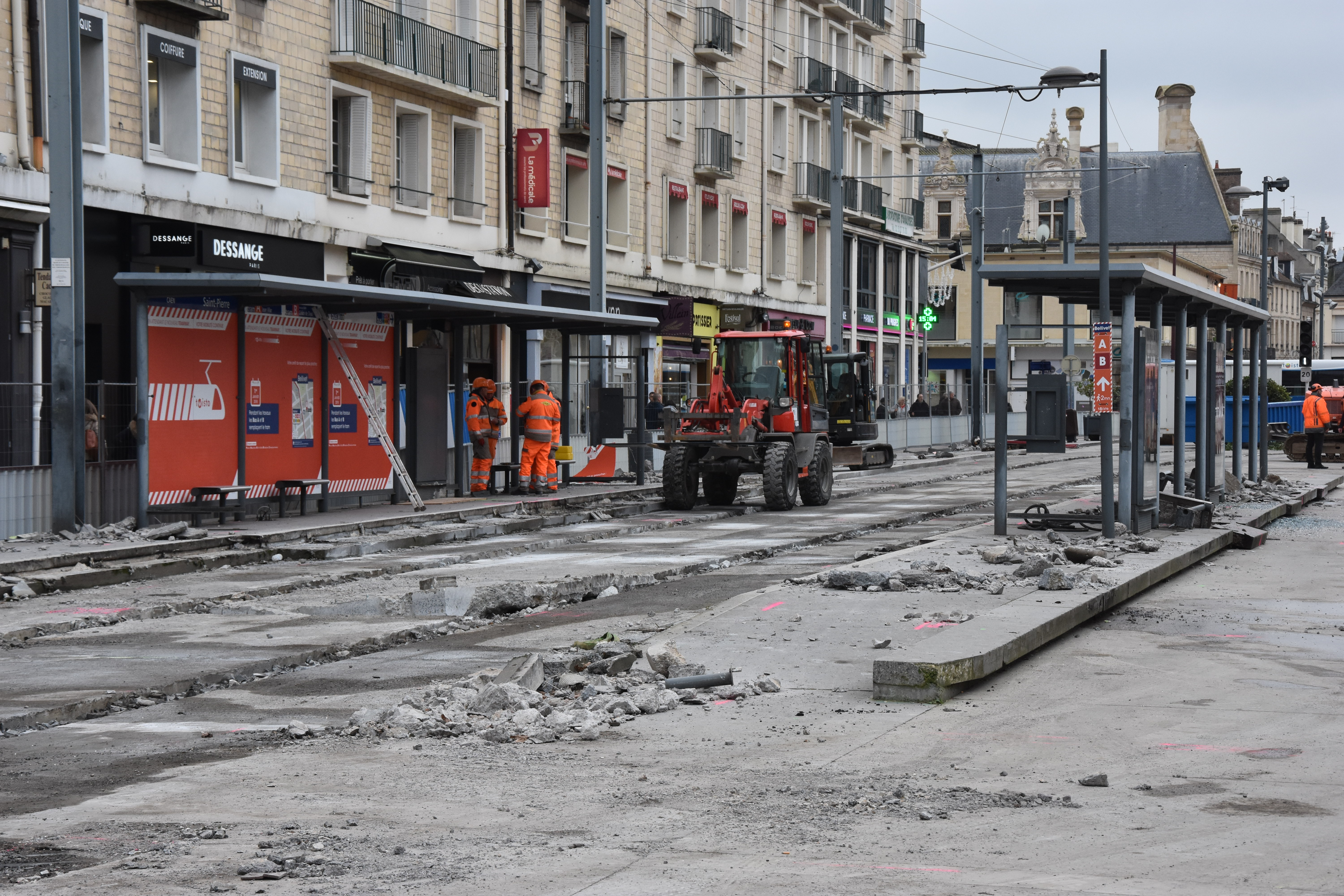
Dépose du rail de guidage, de la ligne aérienne, du mobilier urbain et destruction de la plateforme à la station Saint-Pierre en janvier 2018.

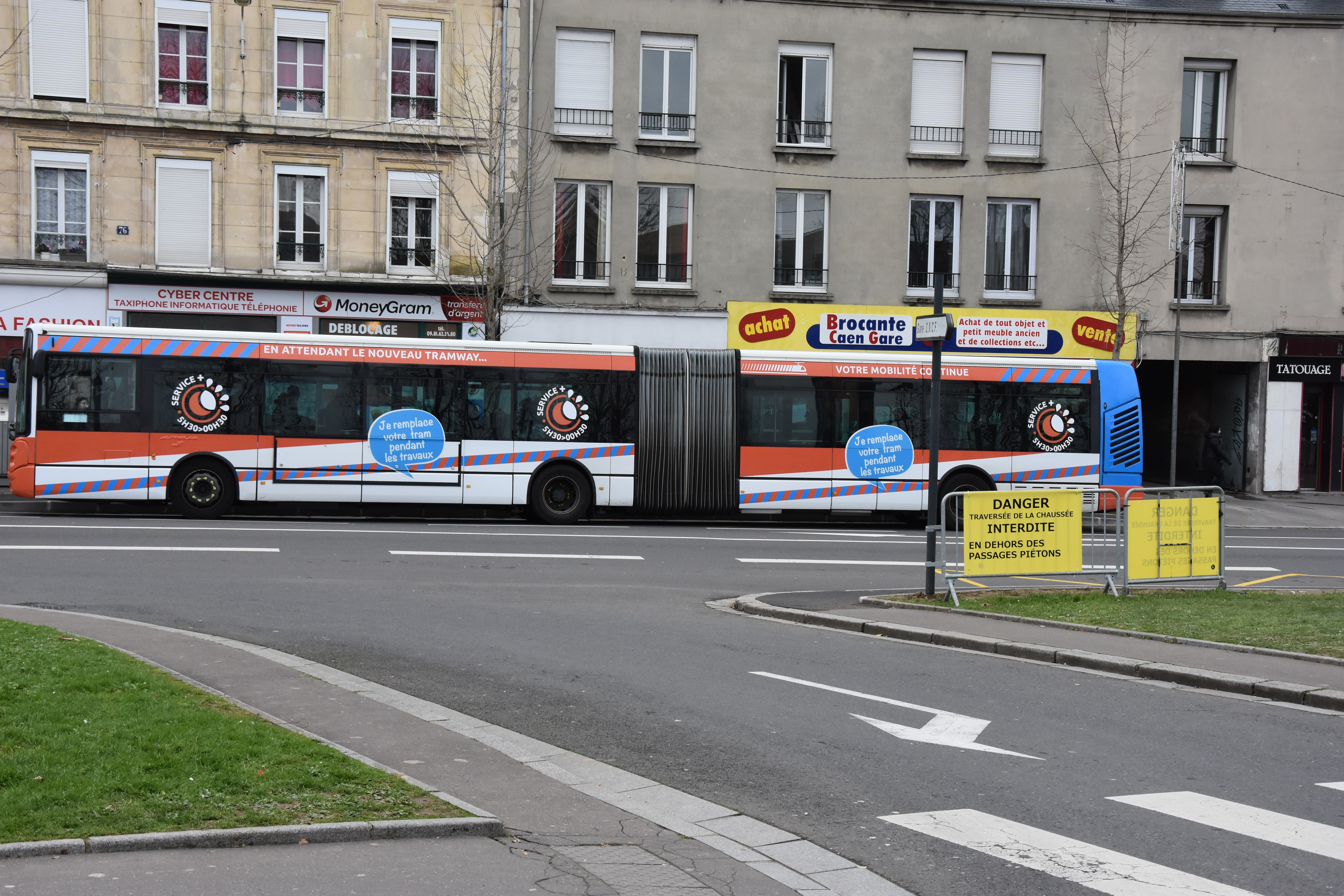
Un Irisbus Citelis 18 assurant les navettes de substitution.

Face au succès de la « ligne 1 » (axe nord-sud, exploité commercialement par les lignes A et B), la création d'une « ligne 2 » est rapidement évoquée et étudiée à partir de 2004.
Un prolongement des quatre extrémités de la ligne 1 est envisagé vers Fleury-sur-Orne, Épron-la Bijude, Ifs-centre et Hérouville Saint-Clair-route de Ouistreham), soit 7,9 km de ligne supplémentaire, et pose la question de l'acquisition de nouvelles rames, actuellement abandonnées par le constructeur. Celui-ci a toutefois fait savoir en 2008 qu'il était disposé à relancer la fabrication du TVR à condition qu'une commande d'au moins 20 rames lui soit faite, ce qui excède les besoins liés au simple prolongement de la ligne 1, estimés à une douzaine de véhicules. De plus, Bombardier réclamait 20 millions d'euros pour relancer la production, plus trois millions par rames.
Trois scénarios sont alors envisagés par Viacités pour maintenir et développer le réseau :
- poursuivre l'exploitation sans changement avec des TVR ;
- renforcer l'offre en acquérant de nouvelles rames de TVR ;
- abandonner le système TVR pour lui substituer un autre matériel du type bus à haut niveau de service sur voie prioritaire, tramway sur pneumatiques (Translohr) ou tramway sur fer.

En mai 2010, une délégation de Viacités s’est rendue à Rouen afin de visiter les lignes du bus à haut niveau de service TEOR, tandis que des élus du groupe de travail ligne 2 de Viacités ont été à Lyon pour étudier son réseau de trolleybus.
En novembre 2010, un rapport du Conseil général de l'environnement et du développement durable réalisé en juillet 2010 est rendu public. Il porte un regard critique sur le choix du TVR, encouragé à l'époque par l'État, et préconise le remplacement du système de transport actuel à partir de 2022. Le rapport fait état de 100 pannes dites « rouges », interrompant durant plus de trois minutes le TVR à chaque fois voire nécessitant un retour au dépôt, soit un chiffre 32 fois supérieur à la normale.
La décision d'arrêter le TVR est prise début septembre 2011 avec l'engagement d'études autour de 2 options : transformation autour du système de transport guidé sur pneus Translohr ou tramway avec la reconstruction complète de la voie. Viacités a officiellement voté le 14 décembre 2011 le remplacement du TVR par un tramway fer. Sa mise en service est prévue pour 2018, en même temps que la ligne 2, dont le mode retenu est aussi un tramway fer.
En mai 2012, la société STVR-Bombardier a commandité un sondage auprès de TNS-Sofres pour mesurer la satisfaction qu'ont les usagers du TVR. Pour ce faire, un échantillon de 600 personnes a été interrogé. Sans surprise, la majorité des sondés (78 %) considèrent que la mise en service du TVR en 2002 fut une bonne chose. La surprise est du côté de la satisfaction des usagers, puisqu'ils sont 58 % à trouver que le transport guidé sur pneus fonctionne bien ou plutôt bien, 33 % estimant qu'il fonctionne mal ou plutôt mal. Dans le même temps, la satisfaction des usagers vis-à-vis des bus est supérieure, puisque 86 % d'entre eux se déclarent satisfaits. Dans un entretien accordé à Ouest France, Michel Buenerd, directeur de la société STVR-Bombardier, s'est félicité de ces résultats. À contrario, Éric Veve, président du syndicat de transports de l'agglomération caennaise, a dénoncé l'autosatisfaction de STVR-Bombardier et un sondage partial du fait d'un échantillon de personnes sondées non représentatif.
Le 11 décembre 2012, Viacités entérine le projet d'une deuxième ligne de tram-fer est-ouest, en même temps qu'est décidé que la première ligne nord-sud sera remplacée par le même modèle de tram-fer,. Joël Bruneau, élu maire de Caen en 2014, critique durant la campagne électorale le choix de remplacer tout de suite le TVR mais approuve le choix du tramway pour la 2e ligne. Il souhaite le prolonger jusqu'en 2022 le temps d'assainir les finances de l'agglomération mais, constatant l'état du système, change d'avis et se résout à l'arrêter pour 2017. Ce choix est validé le 5 novembre 2014, mais le projet de création d'une ligne est-ouest en fait les frais et est abandonné, puis finalement annoncée pour 2024.
Depuis le 1er janvier 2015, les attributions de Viacités ont été reprises par la communauté d'agglomération Caen la Mer et l'exploitation du réseau reste confiée au groupe Keolis. L'intercommunalité devient la communauté urbaine Caen la Mer le 1er janvier 2017.
Le TVR est définitivement arrêté depuis le 31 décembre 2017 à 20 h. S'ensuivra plus d'un an de remplacement par autobus durant les travaux de reconstruction des infrastructures avant la mise en service du nouveau tramway le 27 juillet 2019 (en septembre initialement),,. La déconstruction des infrastructures propres au TVR tel le rail de guidage et la dépose des lignes aériennes et du mobilier urbain commence dès le 3 janvier suivant,.

## Le réseau

### Principales caractéristiques

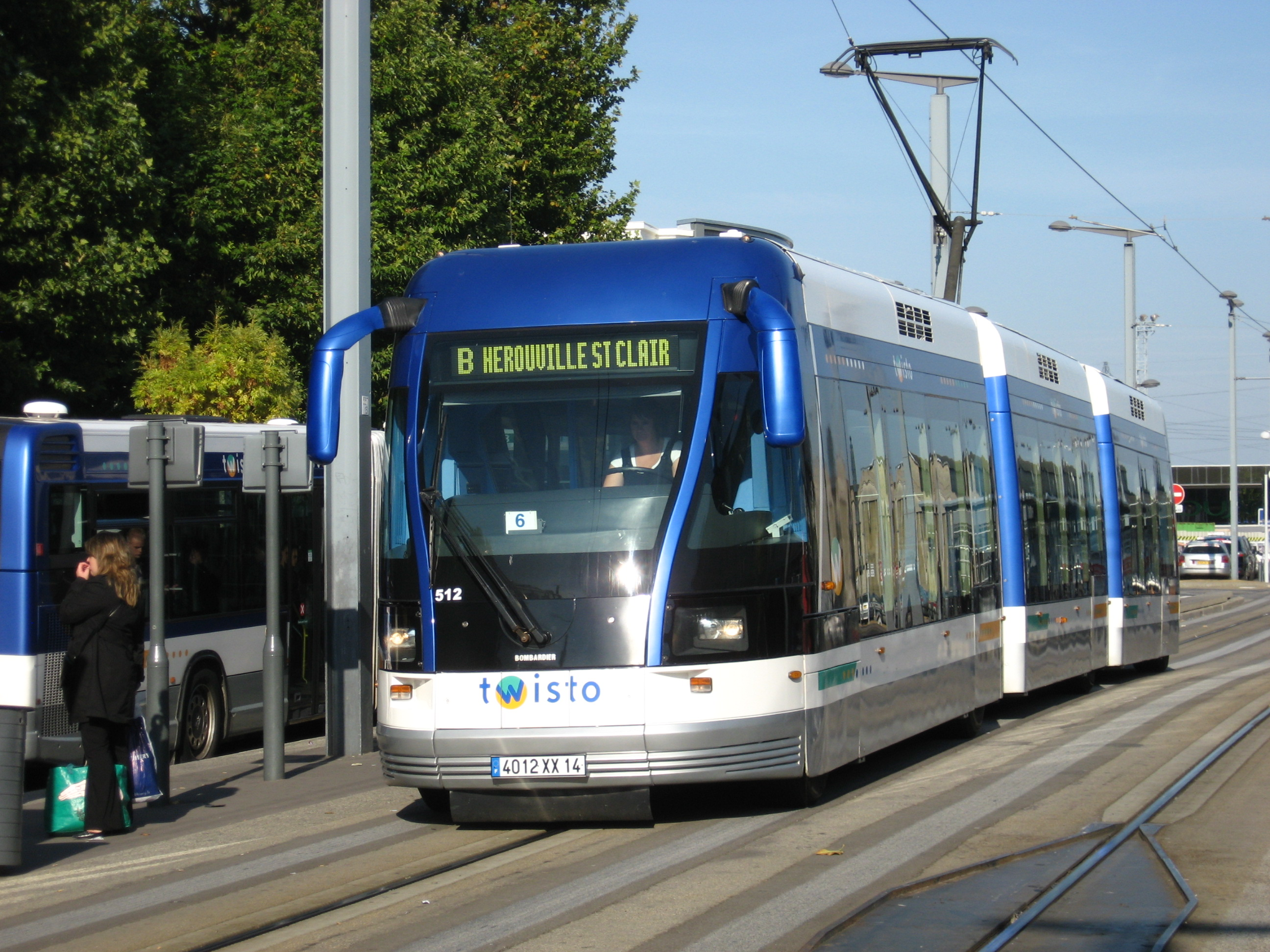
Un triangle d'insertion est visible en bas à droite de cette photo. La rame possède ses jupes d'origine, avec les roues avant carénées.

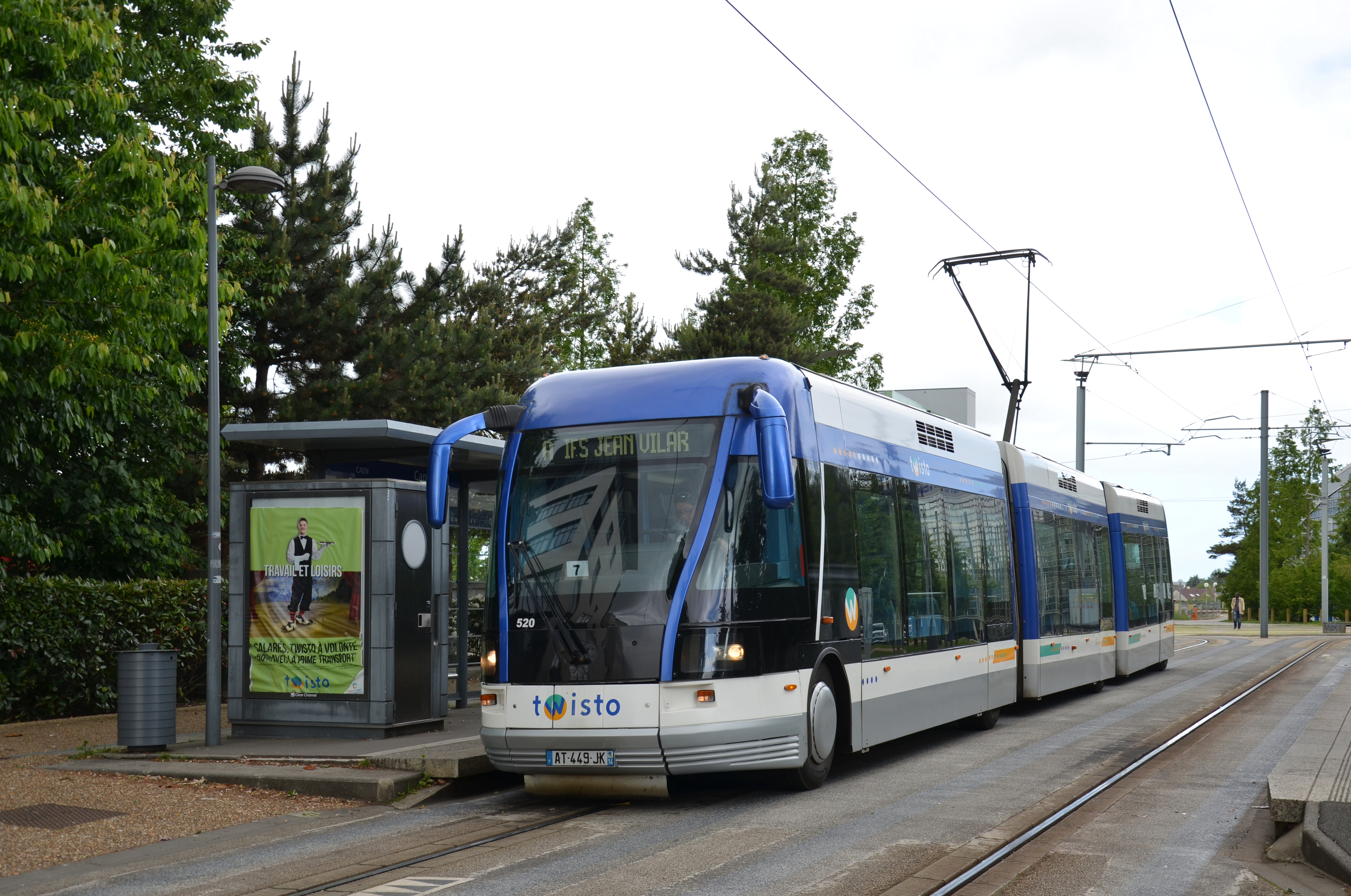
Rame TVR sur la ligne A, en attente du départ à Campus 2. La rame possède les jupes modifiées en 2009, avec les roues avant non carénées.

Le TVR circulait sur une ligne ayant nord/sud avec deux branches à chaque extrémités et exploité commercialement sous la forme de deux lignes A et B reliant les cités universitaires de Épron et Ifs ainsi que Hérouville-Saint-Clair à la Grâce de Dieu. Elle s'étend sur 15,7 km et dessert 34 stations. Schématisé sous la forme d'un « X », la ligne du TVR est exploitée, pour l'axe nord-ouest-sud-est par la ligne A et pour l'axe nord-est-sud-ouest par la ligne B.
Exploitée 7 jours sur 7 de 4 h 50 à 1 h 15 du lundi au samedi et de 7 h 55 à 1 h 5 le dimanche environ, le TVR transporte 42 000 voyageurs par jour en moyenne, avec une fréquence d'une rame toutes les 7 à 10 minutes en semaine sur chaque branche, soit 3,5 à 5 minutes sur le tronc commun.
Le matériel est contraint au code de la route. Unidirectionnel, il nécessite, dans le cadre d'une exploitation en situation normale en mode guidé, d'utiliser des boucles à chaque terminus pour pouvoir repartir dans l'autre sens, plus une autre à la station Maréchal Juin soit cinq boucles en tout.
À plusieurs endroits de la ligne, on trouve des « triangles d'insertion » permettant d'engager le galet de guidage sur le rail : aux terminus « sud » de chaque ligne, juste avant le quai de départ, à la station Maréchal Juin (ligne A) sur une voie dédiée, à Château d'Eau (ligne B) sur une voie dédiée pour les rames sortant du dépôt, dont l'accès nécessite de se déguider et de passer en mode Diesel, après la station Cité U Lébisey (Ligne B) en direction d'Hérouville et sur le tronc commun à hauteur des stations Université, Saint-Pierre et Gare SNCF, toutes les trois orientés en direction du sud.
Le dépôt dispose d'une piste d'essai avec une voie unique possédant des boucles à chaque extrémité ainsi qu'un « triangle d'insertion ».

### A: Caen - Campus 2 — Ifs - Jean Vilar

#### Tracé
La ligne A naît au cœur du campus 2 de l'université Caen-Normandie dans le quartier de la Folie-Couvrechef puis rejoint le boulevard du maréchal Juin où elle dessert le Centre commercial de la Côte de Nacre et le parc relais éponyme puis entre dans le quartier de la Pierre-Heuzé en continuant sur le boulevard Henri-Bécquerel avant de virer à droite après la station Citis, à cheval sur les communes de Caen et Hérouville-Saint-Clair, et dessert l'École nationale supérieure d'ingénieurs, située sur le campus 4. La ligne suit la rue Claude-Bloch et dessert ensuite l'hôpital Côte de Nacre avant de franchir le périphérique puis continue en cœur d’îlot et passe devant l'ESPE, juste avant de rejoindre le tronc commun avec la ligne B en provenance d'Hérouville-Saint-Clair, avenue Nicolas-Copernic.
Le tronc commun continue sur la rue Jules-Verne et vire à gauche pour desservir la station portant le nom du quartier qu'elle dessert, le Calvaire Saint-Pierre, la station est encadrée par le lycée Victor-Hugo et l'église Saint-André. La ligne pénètre ensuite dans le campus 1, où via un trajet sinueux elle contourne le stade universitaire par l'ouest puis dessert la station CROUS-SUAPS avant de contourner les bâtiments de la partie sud du campus par l'est puis dessert la station Université placée à l'entrée sud face à l'esplanade de la Paix, surplombée par le célèbre château dominant la ville. La ligne pénètre alors dans le centre-ancien et contourne la forteresse par l'ouest via les rues du Gaillon puis de Geôle pour rejoindre la place Saint-Pierre et l'église éponyme puis bifurque sur le boulevard des Alliés en entrant dans le quartier Saint-Jean, où est placée la station Saint-Pierre, puis à droite devant la tour Leroy pour suivre le boulevard du 6-juin où elle dessert trois stations : Bernières, Résistance où se trouve l'église Saint-Jean et Quai de Juillet. La ligne franchit l'Orne par le pont Winston-Churchill et longe le nouveau quartier des rives de l'Orne et celui de Vaucelles avant de passer sous le faisceau des voies SNCF, la faisant entrer dans celui du Port puis de tourner à gauche pour longer et desservir la gare de Caen et son pôle multimodal. Elle monte par la rampe de la rue Roger-Bastion puis emprunte la rue des Mulets puis entre dans le quartier Sainte-Thérèse-Demi-Lune par la rue Victor-Lépine. Au niveau du lycée Victor-Lépine, elle tourne à droite et s'engage sur l'avenue du Capitaine Georges-Guynemer puis bifurque le long de la rue Michel-Lasne pour rejoindre le boulevard Raymond-Poincaré dont la station éponyme est la dernière du tronc commun.
Tandis que la ligne B continue en direction du quartier de la Grâce de Dieu, la ligne A bifurque et entre dans le quartier de la Guérinière en coupant en cœur d'îlot pour rejoindre la rue de la Lisière où elle est en site partagé avec la circulation puis bifurque avenue Flandres-Dunkerque pour rejoindre la place de la Liberté. Elle continue avenue de la Concorde puis boulevard de la Charité pour entrer dans Ifs par la rue Modigliani puis traverse en cœur d'îlot pour rejoindre l'avenue Jean-Vilar qui l'emmène jusqu'à son terminus éponyme, à côté du campus 3 et du périphérique, et où se situe le second parc relais.

#### Liste des stations
|  |   |  | Stations                 | Lat/Long                    | Communes                      | Correspondances |
|  | - |  | ------------------------ | --------------------------- | ----------------------------- | --------------- |
|  | ■ |  | Caen - Campus 2          | 49° 12′ 47″ N, 0° 22′ 04″ O | Caen                          |                 |
|  | • |  | Maréchal Juin            | 49° 12′ 40″ N, 0° 21′ 56″ O | Caen                          |                 |
|  | • |  | Côte de Nacre            | 49° 12′ 39″ N, 0° 21′ 44″ O | Caen                          | Parc relais     |
|  | • |  | Citis                    | 49° 12′ 41″ N, 0° 21′ 24″ O | Caen / Hérouville-Saint-Clair |                 |
|  | • |  | Claude Bloch / Campus IV | 49° 12′ 33″ N, 0° 21′ 32″ O | Caen                          |                 |
|  | • |  | CHU                      | 49° 12′ 15″ N, 0° 21′ 34″ O | Caen                          |                 |
|  | • |  | Copernic                 | 49° 11′ 54″ N, 0° 21′ 34″ O | Caen                          | tram B          |
|  | • |  | Calvaire Saint-Pierre    | 49° 11′ 53″ N, 0° 21′ 51″ O | Caen                          | tram B          |
|  | • |  | CROUS-SUAPS              | 49° 11′ 37″ N, 0° 21′ 49″ O | Caen                          | tram B          |
|  | • |  | Université               | 49° 11′ 20″ N, 0° 21′ 50″ O | Caen                          | tram B          |
|  | • |  | Place de la Mare         | 49° 11′ 13″ N, 0° 21′ 58″ O | Caen                          | tram B          |
|  | • |  | Quatrans                 | 49° 11′ 07″ N, 0° 21′ 49″ O | Caen                          | tram B          |
|  | • |  | Saint-Pierre             | 49° 11′ 02″ N, 0° 21′ 36″ O | Caen                          | tram B          |
|  | • |  | Bernières                | 49° 10′ 57″ N, 0° 21′ 28″ O | Caen                          | tram B          |
|  | • |  | Résistance               | 49° 10′ 51″ N, 0° 21′ 22″ O | Caen                          | tram B          |
|  | • |  | Quai de Juillet          | 49° 10′ 43″ N, 0° 21′ 13″ O | Caen                          | tram B          |
|  | • |  | Gare SNCF                | 49° 10′ 33″ N, 0° 20′ 54″ O | Caen                          | tram B          |
|  | • |  | Boulevard Leroy          | 49° 10′ 24″ N, 0° 20′ 40″ O | Caen                          | tram B          |
|  | • |  | Lux-Victor Lépine        | 49° 10′ 15″ N, 0° 20′ 30″ O | Caen                          | tram B          |
|  | • |  | Guynemer                 | 49° 10′ 06″ N, 0° 20′ 38″ O | Caen                          | tram B          |
|  | • |  | Poincaré                 | 49° 09′ 56″ N, 0° 20′ 34″ O | Caen                          | tram B          |
|  | • |  | Liberté                  | 49° 09′ 39″ N, 0° 20′ 36″ O | Caen                          |                 |
|  | • |  | Concorde                 | 49° 09′ 25″ N, 0° 20′ 30″ O | Caen                          |                 |
|  | • |  | Modigliani               | 49° 09′ 16″ N, 0° 20′ 46″ O | Ifs                           |                 |
|  | ■ |  | Ifs - Jean Vilar         | 49° 09′ 01″ N, 0° 21′ 04″ O | Ifs                           | Parc relais     |

### B: Hérouville-Saint-Clair — Caen - Grâce de Dieu

#### Tracé
La ligne B naît sur la place Saint-Clair dans le centre d'Hérouville-Saint-Clair, à proximité du centre commercial Val-Saint-Clair, puis rejoint l'avenue de la Grande Cavée où elle dessert la mairie, l'église Saint-François et le Café des images puis continue en direction du stade Henri-Prestavoine et du Château d'eau, où la ligne bifurque sur l'avenue de la Valeuse et entre dans Caen via le quartier Pierre-Heuzé après avoir franchi le périphérique. La ligne contourne le centre du quartier par le nord et le boulevard du Général Vanier puis coupe à travers un îlot pour rejoindre l'avenue Nicolas-Copernic et passe devant le lycée Dumont-d'Urville avant de rejoindre le tronc commun avec la ligne A en provenance du campus 2.
Le tronc commun continue sur la rue Jules-Verne et vire à gauche pour desservir la station portant le nom du quartier qu'elle dessert, le Calvaire Saint-Pierre, la station est encadrée par le lycée Victor-Hugo et l'église Saint-André. La ligne pénètre ensuite dans le campus 1, où via un trajet sinueux elle contourne le stade universitaire par l'ouest puis dessert la station CROUS-SUAPS avant de contourner les bâtiments de la partie sud du campus par l'est puis dessert la station Université placée à l'entrée sud face à l'esplanade de la Paix, surplombée par le célèbre château dominant la ville. La ligne pénètre alors dans le centre-ancien et contourne la forteresse par l'ouest via les rues du Gaillon puis de Geôle pour rejoindre la place Saint-Pierre et l'église éponyme puis bifurque sur le boulevard des Alliés en entrant dans le quartier Saint-Jean, où est placée la station Saint-Pierre, puis à droite devant la tour Leroy pour suivre le boulevard du 6-juin où elle dessert trois stations : Bernières, Résistance où se trouve l'église Saint-Jean et Quai de Juillet. La ligne franchit l'Orne par le pont Winston-Churchill et longe le nouveau quartier des rives de l'Orne et celui de Vaucelles avant de passer sous le faisceau des voies SNCF, la faisant entrer dans celui du Port puis de tourner à gauche pour longer et desservir la gare de Caen et son pôle multimodal. Elle monte par la rampe de la rue Roger-Bastion puis emprunte la rue des Mulets puis entre dans le quartier Sainte-Thérèse-Demi-Lune par la rue Victor-Lépine. Au niveau du lycée Victor-Lépine, elle tourne à droite et s'engage sur l'avenue du Capitaine Georges-Guynemer puis bifurque le long de la rue Michel-Lasne pour rejoindre le boulevard Raymond-Poincaré dont la station éponyme est la dernière du tronc commun.
Tandis que la ligne A bifurque dans le quartier de la Guérinière en direction d'Ifs, la ligne continue sur le boulevard qui devient la rue de l'Aviation puis l'avenue du Père Charles de Foucault en entrant dans le quartier de la Grâce de Dieu et dessert successivement les lycées Augustin-Fresnel et Jean-Rostand avant d'effectuer son terminus devant l'église Notre-Dame de la Grâce de Dieu, à proximité de la plupart des équipements publics du quartier.

#### Liste des stations
|  |   |  | Stations               | Lat/Long                    | Communes               | Correspondances |
|  | - |  | ---------------------- | --------------------------- | ---------------------- | --------------- |
|  | ■ |  | Hérouville-Saint-Clair | 49° 12′ 14″ N, 0° 19′ 50″ O | Hérouville-Saint-Clair |                 |
|  | • |  | Café des Images        | 49° 12′ 09″ N, 0° 19′ 56″ O | Hérouville-Saint-Clair |                 |
|  | • |  | Académie               | 49° 12′ 09″ N, 0° 20′ 11″ O | Hérouville-Saint-Clair |                 |
|  | • |  | Château d'eau          | 49° 12′ 10″ N, 0° 20′ 25″ O | Hérouville-Saint-Clair |                 |
|  | • |  | Pierre Heuzé           | 49° 11′ 57″ N, 0° 20′ 50″ O | Caen                   |                 |
|  | • |  | Cité U Lebisey         | 49° 11′ 59″ N, 0° 21′ 15″ O | Caen                   |                 |
|  | • |  | Copernic               | 49° 11′ 54″ N, 0° 21′ 34″ O | Caen                   | tram A          |
|  | • |  | Calvaire Saint-Pierre  | 49° 11′ 53″ N, 0° 21′ 51″ O | Caen                   | tram A          |
|  | • |  | CROUS-SUAPS            | 49° 11′ 37″ N, 0° 21′ 49″ O | Caen                   | tram A          |
|  | • |  | Université             | 49° 11′ 20″ N, 0° 21′ 50″ O | Caen                   | tram A          |
|  | • |  | Place de la Mare       | 49° 11′ 13″ N, 0° 21′ 58″ O | Caen                   | tram A          |
|  | • |  | Quatrans               | 49° 11′ 07″ N, 0° 21′ 49″ O | Caen                   | tram A          |
|  | • |  | Saint-Pierre           | 49° 11′ 02″ N, 0° 21′ 36″ O | Caen                   | tram A          |
|  | • |  | Bernières              | 49° 10′ 57″ N, 0° 21′ 28″ O | Caen                   | tram A          |
|  | • |  | Résistance             | 49° 10′ 51″ N, 0° 21′ 22″ O | Caen                   | tram A          |
|  | • |  | Quai de Juillet        | 49° 10′ 43″ N, 0° 21′ 13″ O | Caen                   | tram A          |
|  | • |  | Gare SNCF              | 49° 10′ 33″ N, 0° 20′ 54″ O | Caen                   | tram A          |
|  | • |  | Boulevard Leroy        | 49° 10′ 24″ N, 0° 20′ 40″ O | Caen                   | tram A          |
|  | • |  | Lux-Victor Lépine      | 49° 10′ 15″ N, 0° 20′ 30″ O | Caen                   | tram A          |
|  | • |  | Guynemer               | 49° 10′ 06″ N, 0° 20′ 38″ O | Caen                   | tram A          |
|  | • |  | Poincaré               | 49° 09′ 56″ N, 0° 20′ 34″ O | Caen                   | tram A          |
|  | • |  | Aviation               | 49° 09′ 48″ N, 0° 20′ 57″ O | Caen                   |                 |
|  | • |  | Rostand-Fresnel        | 49° 09′ 43″ N, 0° 21′ 15″ O | Caen                   |                 |
|  | ■ |  | Caen - Grâce de Dieu   | 49° 09′ 41″ N, 0° 21′ 37″ O | Caen                   |                 |

## Exploitation
Les deux lignes effectuent leur parcours en 33 minutes environ pour chaque ligne (33 minutes pour la ligne A, 31 minutes pour la ligne B), et offrent chacune une fréquence de huit minutes en semaine entre 7 h et 20 h, le samedi de douze minutes de 8 h à 14 h puis dix minutes entre 14 h et 19 h, elle était plus variable en dehors de cette tranche et les dimanches et fêtes. Le parcours commun des deux fait que, sur ce tronçon, la fréquence était de quatre minutes en semaine et de cinq minutes le samedi entre les stations Copernic et Poincaré. La vitesse commerciale était de 18,5 km/h.
La première rame commence son service à 4 h 47 sur la ligne A et à 5 h 6 sur la ligne B en semaine, pour le finir à 1 h 15 pour la ligne A et à 0 h 59 pour la ligne B. Si le samedi l'amplitude était identique à la minute près, les dimanches et jours fériés la ligne B commence à 7 h 55, 8 h 15 pour la ligne A, pour finir à 1 h 5, la ligne A finissant à 0 h 54.

### Matériel roulant

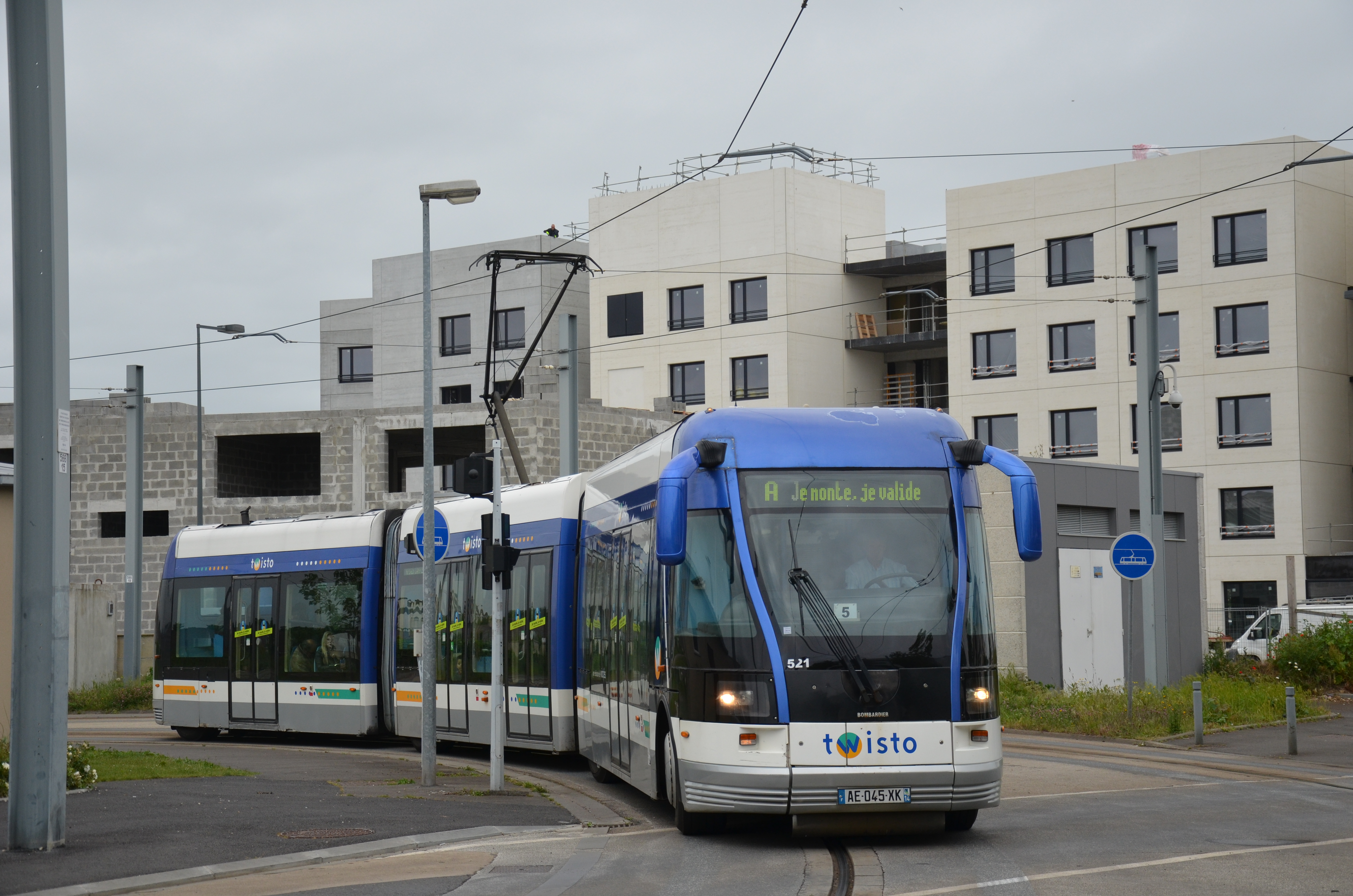
Rame TVR à Caen, en courbe serrée, près de la station Poincaré.

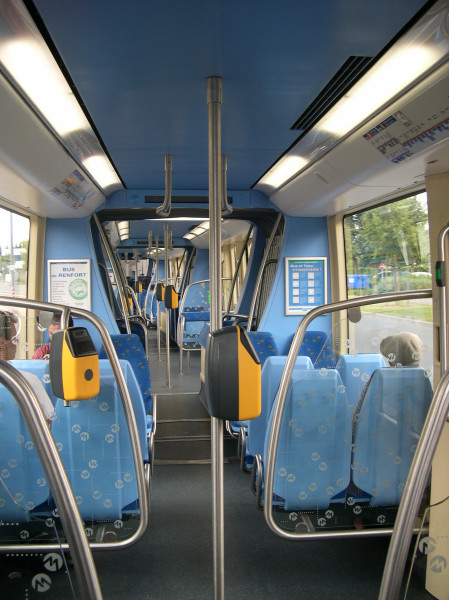
Intérieur d'une rame.

Le réseau, exploité sous le nom de tramway, n'en utilise pas la technologie, mais celle du Transport sur Voie Réservée. Techniquement, il est constitué d'un véhicule bi-articulé de 24,50 mètres (trois modules nommés A/1er module, C/2e  module et B/3e module), à plancher bas intégral, roulant en site propre et guidé par un rail de guidage central sur l'intégralité de la ligne, capable de s'affranchir des infrastructures ferroviaires lors des roulages non-commerciaux et en mode thermique uniquement, contrairement au système de Nancy qui est utilisé en mode non guidé sur une partie du parcours. L'alimentation électrique est réalisée au moyen d'un pantographe. Le véhicule est bi-mode et fonctionne en mode thermique non guidé pour se rendre au dépôt et s'y déplacer. Dans ce cas, l'énergie électrique est fournie par un générateur diesel.
- Fabricant : Bombardier ;
- Longueur : 24,5 m ;
- Largeur : 2,50 m ;
- Hauteur : 3,22 m ;
- Capacité de transport : 154 (4 personnes au m²), dont 41 places assises (+ 11 strapontins). Les quais et les rames, à plancher bas intégral, sont accessibles aux personnes à mobilité réduite ;
- Masse à vide : 25,5 t ;
- Motorisation : GEC Alsthom ;
- Moteurs électriques : 300 kW ;
- Autonome auxiliaire : 200 kW ;
- Guidage aux 4 essieux ;
- Vitesse maximale : 70 km/h ;
- Pente maximale : 13 % ;
- Essieux à roues orientables ;
- Rayon de courbe minimum : 12 m ;
- Durée de vie escomptée : 30 ans ;
- Largeur minimale de la plate-forme en ligne droite : 3 m.

Ce matériel était fabriqué par l'entreprise Bombardier sous l'appellation TVR. Sa production est actuellement arrêtée par le constructeur, ce qui pose un important problème pour le réseau de Caen, dont la flotte de 24 rames est insuffisante pour assurer le trafic de la ligne.
Après l'arrêt définitif du système, douze rames sont revendues au Grand Nancy pour un euro symbolique afin d'y servir de pièces détachées pour leur propre TVR tandis que les 12 autres rames seront mises à la ferraille à Colombelles par la société Derichebourg,,. Le transfert des rames revendues s'étale de fin janvier à fin février 2018, le tout par convoi exceptionnel à un rythme de deux rames par semaine. Trois rames ont aussi servi de démonstrateurs pour tester différentes hypothèses de réaménagement intérieur des rames nancéiennes.

### Conduite et signalisation

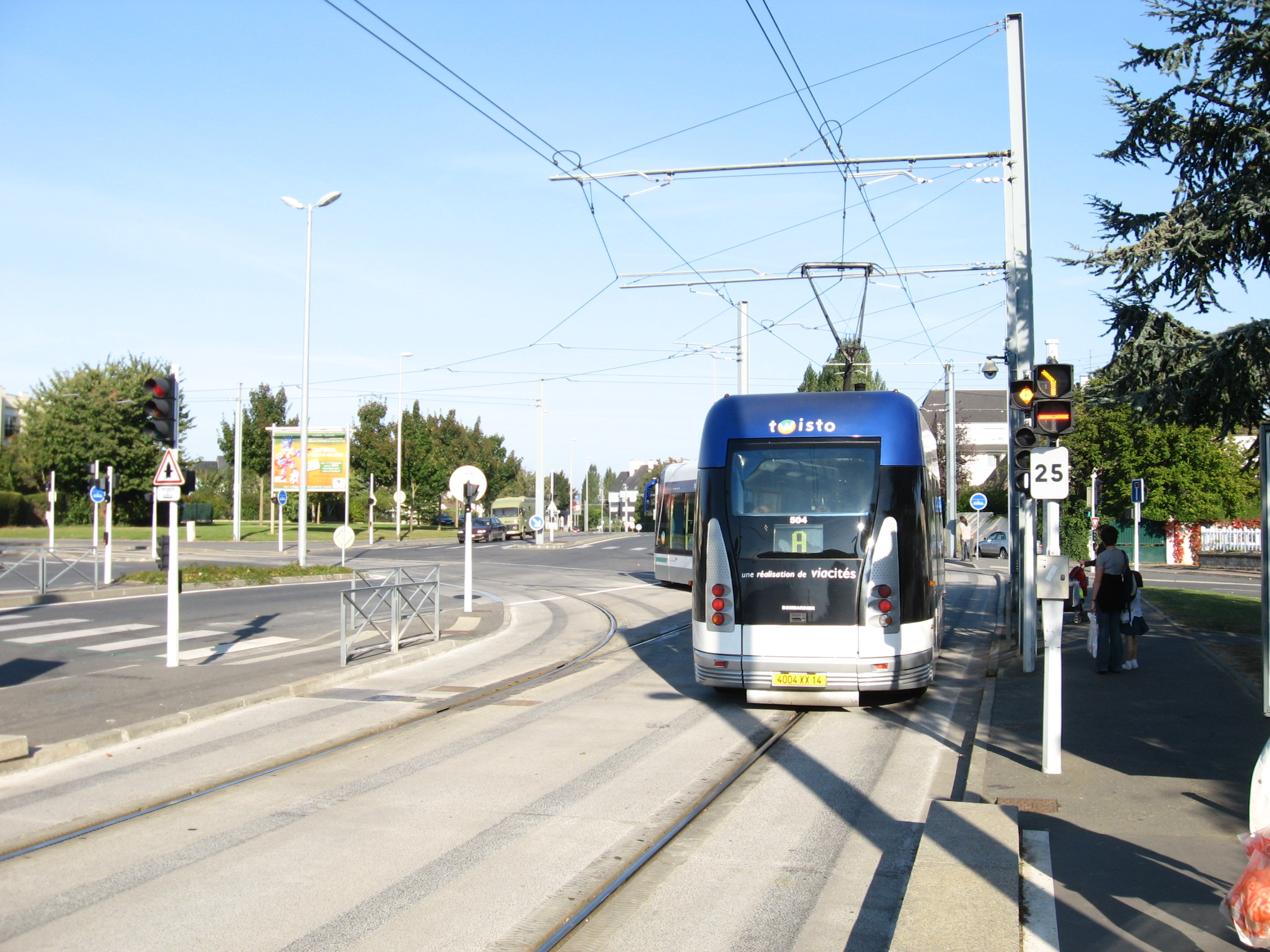
Une rame de la ligne A à une des bifurcations des deux lignes. On voit au premier plan le signal protégeant l'aiguillage dont le bloc supérieur indique la direction et en bas qu'il interdit le passage, une rame étant engagée sur l'appareil de voie. Il est accompagné d'un panneau de limitation de vitesse. Juste derrière, un signal R17 accompagné de son SAC.

Illustration d'un feu tramway. À Caen, le SAC est placé au-dessus du feu R17 et ne comporte que le "losange".

La conduite sur les lignes se fait en « conduite à vue », on n'y trouve que des panneaux de limitation de vitesse, des signaux de protection d'aiguillages et des signaux protégeant le franchissement des carrefours. Pour ces derniers, la voirie est équipée de signaux tricolores classiques de type R11 tandis que la ligne est équipée de signaux de type R17 associés à la signalisation routière.
Sur un fond noir, une barre horizontale de couleur blanche signale l'arrêt, un rond blanc annonce un signal d'arrêt et une barre verticale blanche la voie libre. Un système d'aide à la conduite (SAC) complète ces signaux, un losange lumineux signalant la prise en charge de la demande de priorité au carrefour.
Au niveau des appareils de voies (aiguillages), des signaux spécifiques indiquent au conducteur la position de l'aiguille et autorisent ou non le passage d'une rame. Ils sont constitués de deux blocs : celui du dessus indique la direction (flèche orange), celui du dessous autorise (bande verticale verte) ou non le passage (bande horizontale rouge). Si le feu protège un aiguillage qui ne peut être pris que dans un sens, c'est le cas d'une rame entrant sur le tronc commun, il n'est constitué que d'un seul bloc autorisant ou non le passage.
Les panneaux de limitation de vitesse se présentent quant à eux comme des panneaux carrés avec des chiffres noirs sur fond blanc. Par exemple, un panneau indiquant « 40 » signifie que la vitesse est limitée à 40 km/h jusqu'au prochain signal rencontré.
Enfin, des indicateurs de courant sont implantés en amont de chaque secteur d'alimentation de la ligne aérienne de contact (LAC). Un feu orange avec écrit "750" et fixe annonce une ligne alimentée, s'il clignote il annonce une ligne non alimentée.

### Remisage et entretien
Les rames sont entretenues au dépôt de la zone industrielle de la Sphère à Hérouville-Saint-Clair (49° 12′ 39″ N, 0° 20′ 53″ O). Ce dépôt est commun avec celui des autobus, et les rames doivent effectuer la liaison entre celui-ci et leurs lignes respectives en mode routier (non-guidé) et sur la génératrice diesel (il n'y a pas de ligne aérienne de contact au dépôt).
Le dépôt sert de remisage aux vingt-quatre rames, ainsi que de centre de maintenance. Il comprend un hall de maintenance et un remisage extérieur commun avec les bus, les TVR sont stationnés du côté est, le long de la piste d'essais.

### Tarification et financement
La tarification du TVR était identique à celles des lignes de bus du réseau Twisto. Un ticket un voyage permet un trajet simple quelle que soit la distance avec une ou plusieurs correspondances possibles pendant une durée maximale de 1 h entre la première et la dernière validation.
Le financement du fonctionnement du TVR (entretien, matériel et charges de personnel) est assuré par le délégataire, Keolis Caen. Cependant, les tarifs des billets et abonnements dont le montant est limité par décision politique ne couvrent pas les frais réels de transport. Le manque à gagner est compensé par l'autorité organisatrice, la communauté urbaine Caen la Mer. Elle définit les conditions générales d'exploitation ainsi que la durée et la fréquence des services. L'équilibre financier du fonctionnement est notamment assuré par une dotation globale annuelle au délégataire grâce au versement transport payé par les entreprises.

### Trafic
Deux ans après sa mise en service, le transport guidé routier caennais transporte 30 000 voyageurs quotidien, ce chiffre monte à 43 000 en 2009 puis chute à 40 000 en 2011,, en lien avec les nombreux problèmes que rencontre le matériel. Elle remonte ensuite pour atteindre, en 2014, 42 000 voyageurs par jour.

## Lieux desservis

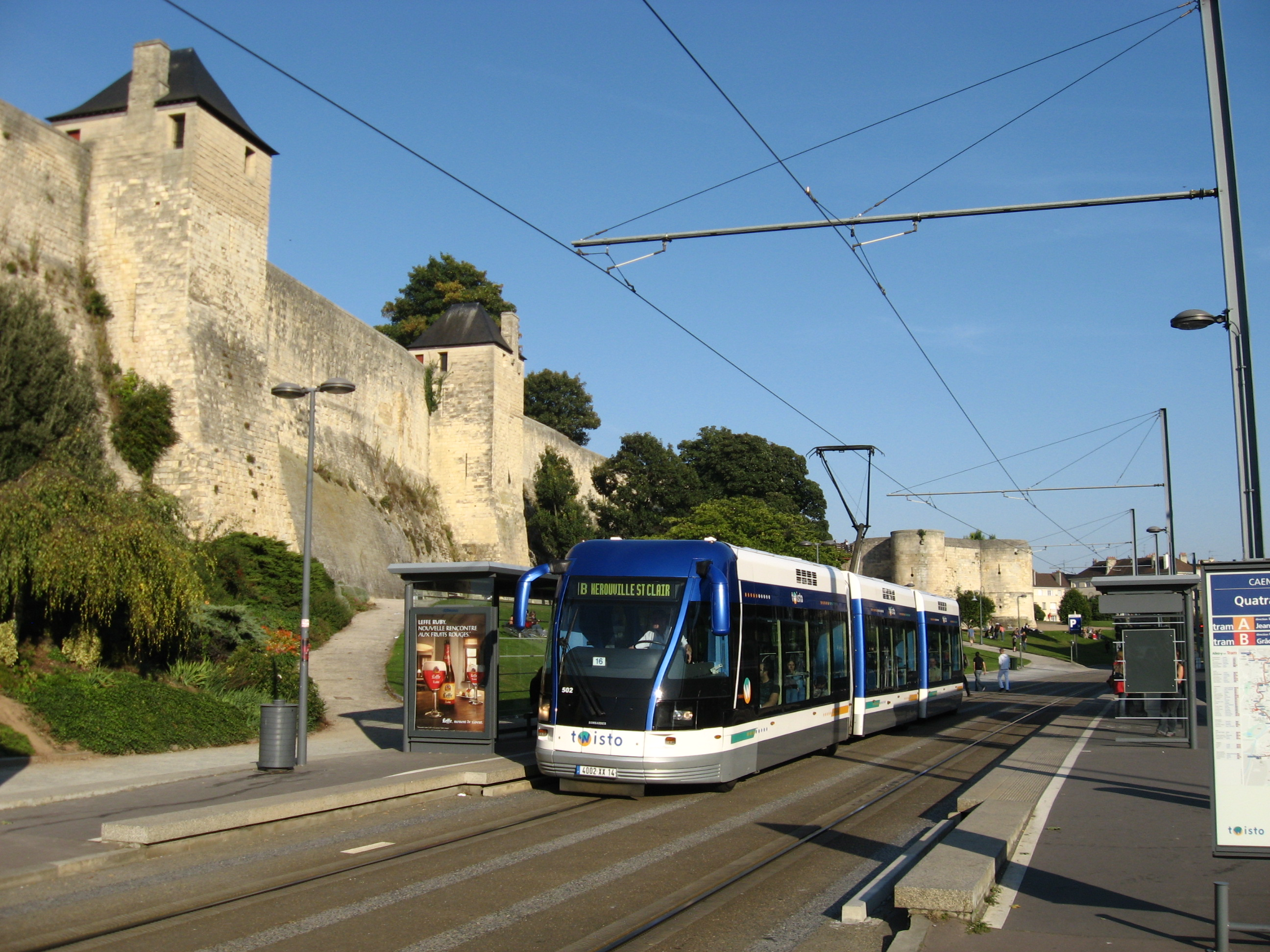
Une rame à la station Quatrans, au pied du château de Caen.

Avec son tracé d'orientation nord-sud, le TVR dessert de nombreux équipements et lieux touristiques des communes traversées, dont les campus de l'Université Caen-Normandie accueillant plus de 26 000 étudiants, l'École nationale supérieure d'ingénieurs (stations Campus 2, Maréchal Juin, Citis, Claude Bloch / Campus IV, CROUS-SUAPS, Université et Jean Vilar) et le château dominant la ville de Caen accueillant le musée de Normandie et le musée des beaux-arts (station Université).
Elle dessert quatre établissements médicaux : L'Hôpital Côte de Nacre (station CHU), la clinique de la Miséricorde (station Place de la Mare) et la polyclinique du Parc (station Guynemer). Elle dessert le centre commercial Côte de Nacre (station Côte de Nacre), important centre du nord de la ville, ainsi que celui du quartier des rives de l'Orne, proche du centre-ville (station Quai de Juillet).
La ligne dessert plusieurs établissements et lieux publics dont les lycées Victor-Hugo (station Calvaire Saint-Pierre) et Augustin-Fresnel (station Rostand-Fresnel), les cinémas Lux (station Lux-Victor Lépine) et Café des images à Hérouville-Saint-Clair et la mairie d'Hérouville-Saint-Clair (station Café des Images).
Enfin, elle dessert de nombreux monuments historiques. Outre le château, on peut citer la maison des Quatrans (station Quatrans), les églises Saint-Pierre (station Saint-Pierre) et Saint-Jean (station Résistance), les châteaux d'eau d'Hérouville-Saint-Clair (station Château d'Eau) et de la Guérinière (station Liberté).

## Vestiges

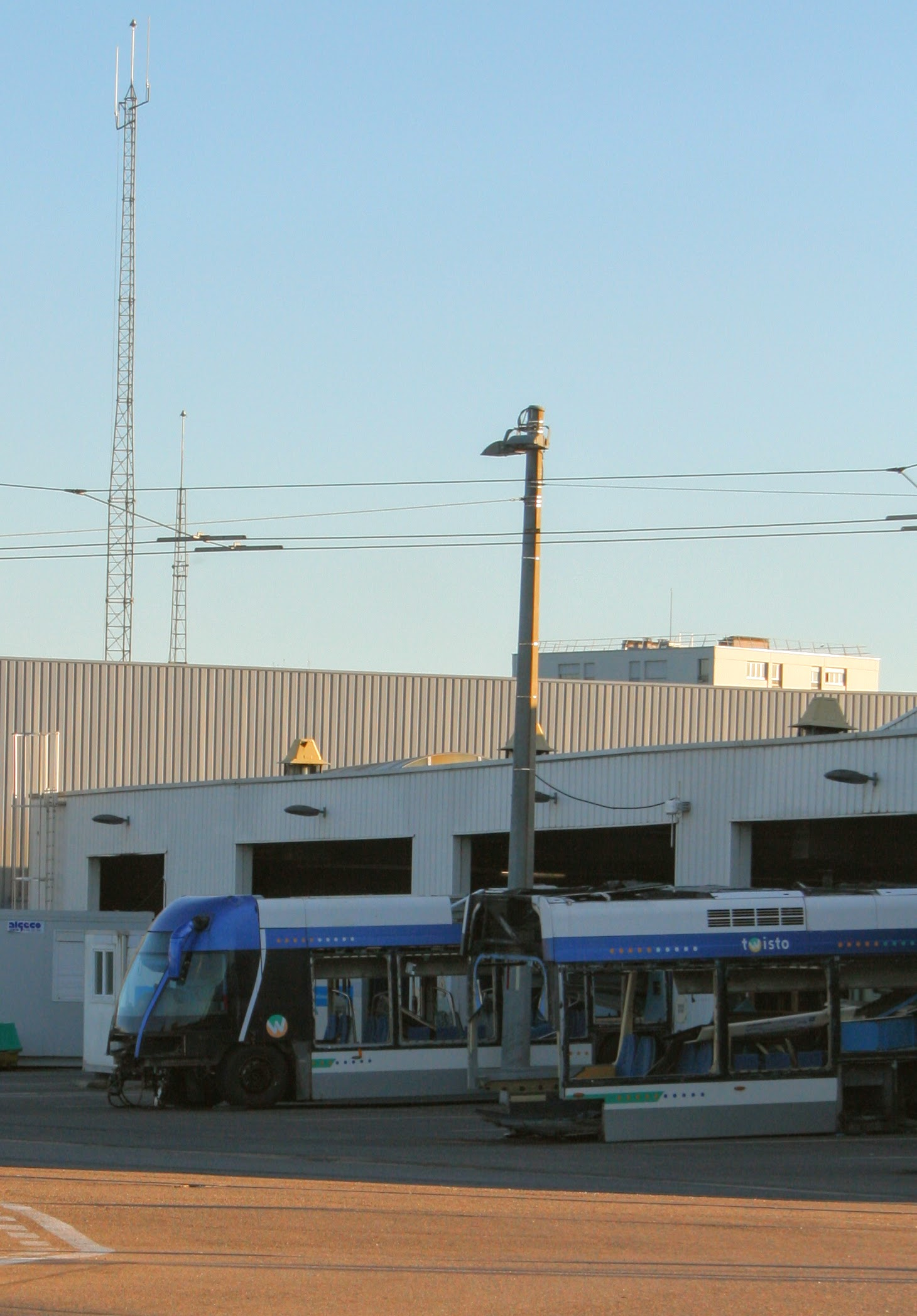
Ancienne rame caennaise désossée pour pièce au dépôt du réseau de Nancy.

La plateforme du TVR ayant laissé place à celle du nouveau tramway, où à de la végétation par endroits, et le matériel roulant ayant été soit mis à la ferraille soit vendu pour pièces à Nancy, il ne reste comme vestiges que les auvents des terminus d'Hérouville et d'Ifs : d'acier et de verre pour le premier, où une zone piétonne a pris la place de l'ancienne plateforme car la station de tram a été déplacée — au contraire des bus —, et d'acier et de bois pour le second qui a conservé sa fonction première puisque le nouveau tramway passe au même endroit,.
L'infrastructure est encore entière à l'intérieur du dépôt (plaques de droppage, rail d'essai...) bien qu'un coupon de rail n'aie été supprimé afin de permettre l'installation d'une station de recharge en gaz des bus.

## Dans la culture
Le TVR est visible à plusieurs reprises dans le film Comment c'est loin sorti en 2015, réalisé par le rappeur Orelsan et Christophe Offenstein, et auquel la ville de Caen sert de cadre.
Le rappeur, d'origine caennaise, mentionne également le TVR dans sa chanson Dans ma ville on traîne parue en 2017 : « Tu peux prendre une pita ou prendre une droite. Ou alors tu peux prendre le premier tram' ».